# Скеджіт (округ, Вашингтон)
Шаблон:StateAbbr_ 48°29′ пн. ш. 121°47′ зх. д. / 48.48° пн. ш. 121.78° зх. д.
Округ  Скеджіт (англ. Skagit County) — округ (графство) у штаті Вашингтон, США. Ідентифікатор округу 53057.

## Історія
Округ утворений 1883 року.

## Демографія
За даними перепису 2000 року загальне населення округу становило 102979 осіб, зокрема міського населення було 69148, а сільського — 33831. Серед мешканців округу чоловіків було 50982, а жінок — 51997. В окрузі було 38852 домогосподарства, 27343 родин, які мешкали в 42681 будинках. Середній розмір родини становив 3,06.
Віковий розподіл населення поданий у таблиці:
| Стать    | До 15 років | 15-21 | 22-29 | 30-39 | 40-49 | 50-65 | 65-85 | Понад 85 |
| -------- | ----------- | ----- | ----- | ----- | ----- | ----- | ----- | -------- |
| Чоловіки | 11329       | 5396  | 4696  | 6991  | 7770  | 8148  | 5973  | 679      |
| Жінки    | 10843       | 4925  | 4607  | 6953  | 8024  | 8263  | 7077  | 1305     |

## Суміжні округи
- Вотком — північ
- Оканоган — схід
- Шелан — південний схід
- Сногоміш — південь
- Айленд — південний захід
- Сан-Хуан — захід

## Виноски
1. ↑  U.S. Decennial Census. United States Census Bureau. Процитовано 7 січня 2014.
2. ↑  Historical Census Browser. University of Virginia Library. Архів оригіналу за 30 травня 2019. Процитовано 7 січня 2014.
3. ↑  Population of Counties by Decennial Census: 1900 to 1990. United States Census Bureau. Процитовано 7 січня 2014.
4. ↑  Census 2000 PHC-T-4. Ranking Tables for Counties: 1990 and 2000 (PDF). United States Census Bureau. Процитовано 7 січня 2014.
5. ↑  State & County QuickFacts. United States Census Bureau. Архів оригіналу за 28 липня 2011. Процитовано 7 січня 2014. [Архівовано 2011-07-28 у Wayback Machine.](англ.) Наведено за англійською вікіпедією.
6. ↑  American FactFinder. Бюро перепису населення США. Архів оригіналу за 26 лютого 2012. Процитовано 31 січня 2008. [Архівовано 2008-05-21 у Wayback Machine.]

| США | Це незавершена стаття з географії США. Ви можете допомогти проєкту, виправивши або дописавши її. |